# مزرعه رمضان زارع و شرکا
مزرعه رمضان زارع و شرکا یک آبادی در ایران است که در استان یزد واقع شده‌است.